# Capteur d'horizon de Terre

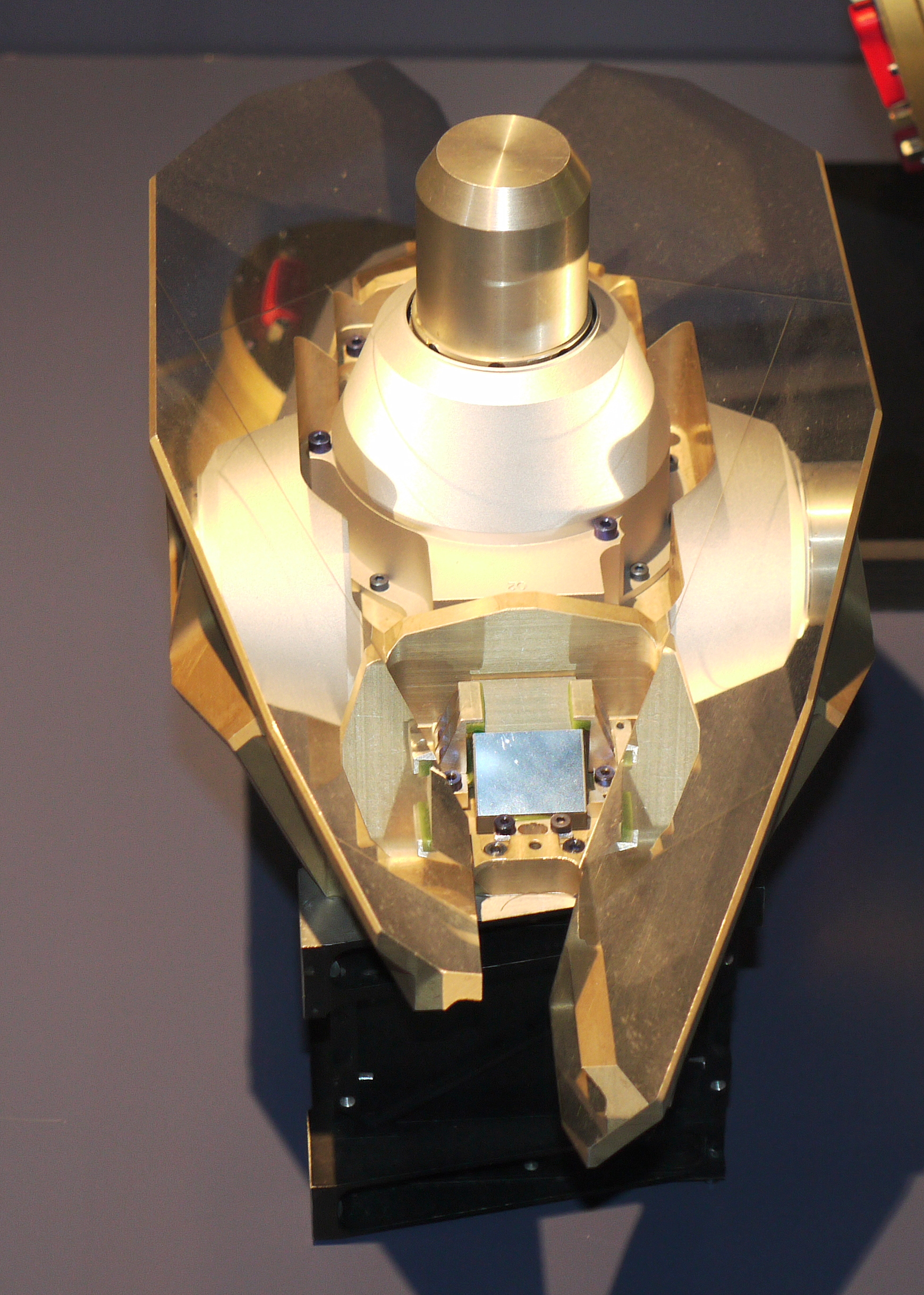
La tête optique d'un capteur d'horizon de Terre.

Un capteur d'horizon de Terre est un capteur utilisé pour déterminer l'attitude, c'est-à-dire l'orientation, des engins spatiaux en orbite autour de la Terre. 

## Fonctionnement
Le capteur d'horizon de Terre mesure l'attitude de l'engin spatial dans le référentiel terrestre (dont les trois axes sont liés au globe terrestre) en tangage et en roulis mais ne peut mesurer les mouvements de lacet (autour de l'axe perpendiculaire à la surface de la Terre. Ce capteur détermine le contour de la Terre (l'horizon terrestre). Pour y parvenir il mesure l'intensité du rayonnement rayonnement solaire renvoyé par l'atmosphère terrestre sous forme de chaleur (infrarouge). Généralement c'est la bande spectrale 14 à 16 microns qui est observée par ce capteur. Celle-ci caractérise la bande d'absorption du dioxyde de carbone (CO2) présent dans l'atmosphère. Le CO2 présente une distribution plus uniforme que les autres éléments atmosphériques (comme la vapeur d'eau) qui est relativement indépendante de la latitude, des variations journalières et saisonnières.  Ce capteur peut être utilisé aussi bien en orbite basse qu'en orbite géostationnaire terrestre. 

## Caractéristiques techniques
Le capteur d'horizon de Terre comprend généralement un mécanisme de balayage  (sauf s'il est monté sur un véhicule spatial en rotation),  qui peut consister en un système en rotation ou oscillant. La partie optique, qui comprend un filtre ne laissant passer que la bande spectrale du CO2, focalise et renvoie le faisceau lumineux vers le détecteur. Plusieurs techniques de détection peuvent être mises en œuvre caractérisées par des performances (fréquence de détection, rapidité de la réponse) différentes :  capteurs thermiques (thermopile, pyroélectrique, bolomètre) ou photoniques. Cette dernière technique, qui nécessite un système de refroidissement, est rarement utilisée. L'électronique de l'instrument interprète les données du détecteur en appliquant éventuellement des corrections. La précision de la mesure est limitée par l'épaisseur de la couche de CO2 dont le centre peut varier d'environ 20 kilomètres. Les technologiques qui étaient utilisées à la fin des années 1990 permettaient d'obtenir une précision de 0,07 degré en orbite basse (capteur à balayage) et en orbite géostationnaire de 0,025 degré (capteur à balayage), 0,1° (capteur oscillant) et 0,04° (capteur statique).  Les capteurs développés à cette époque avaient une masse comprise entre 1 et quelques kilogrammes et consommaient quelques watts,.